# Ogurja Ada
Ogurja Ada (de vegades també escrit "Ogurga") és l'illa més gran tant del Turkmenistan, com de la mar Càspia. L'illa d'Ogurja també és àmpliament coneguda pel seu nom rus Ogurchinskiy (Ostrov Ogurchinskiy).
L'illa no té assentaments permanents a causa de la manca d'aigua dolça.

## Geografia
Ogurja és una illa deserta que es troba no gaire lluny de la costa al sud-est del mar Càspi. Es troba a 17 km al SSO de l'extrem sud de la península de Txeleken. Administrativament, Ogurja Ada pertany a la província de Balkan (turcman: Balkan Welaýaty) de Turkmenistan.

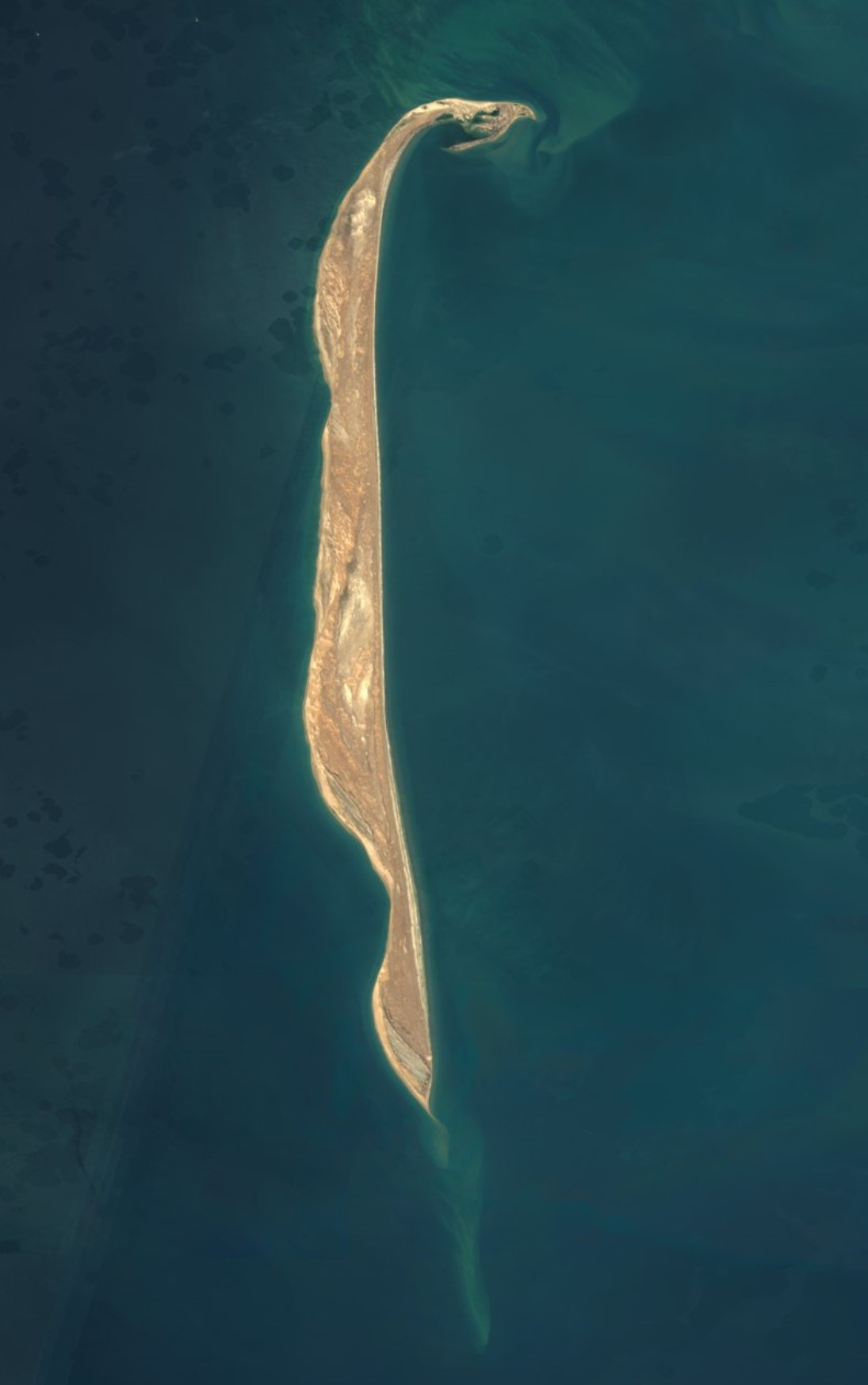
Ogurja Ada vista des de satèl·lit.

Ogurja Ada és molt llarga i estreta. Te una orientació nord-sud, amb una longitud de 42 km i una amplada màxima d'1,5 km. Està formada per dunes de sorra baixes, majoritàriament cobertes d'herba i matolls. L'extrem nord, que abans era una massa compacta, es va dividir en illots més petits per l'acció de les ones.

## Història
La forma de l'illa s'assembla a un cogombre, tot i que el nom en si prové del nom de la zona d'Ogurja a la regió de Txeleken, coneguda des del 1392 com a un assentament de la tribu turcomana baixmedieval Ogurdzhali (lit. "gent aclaparadora", "lladres del mar").
Entre els segles XV i XVII, Ogurja va ser un refugi de pirates i viatgers. El naturalista rus Grigori Karelin va visitar l'illa el 1836 i va defensar la seva utilització com a reserva natural marítima i com a ruta de transport d'oli i sal fins a la costa persa.
Durant l'època soviètica, l'estada a l'illa estava severament restringida i va ser una colònia de leprosos.
Es poden trobar relíquies de la seva història per tota l'illa.

## Ecologia
Habiten l'illa les foques del mar Caspi (Pusa caspica) i aus marines variades. Després de ser posada sota protecció, la gasela deTurkmenistan, que estava amenaçada d'extinció, va ser reassentada a l'illa; la seva dieta és herba i arbustos de creixement baix.
Ogurja Ada forma part de la Reserva Natural de Hazar de Turkmenistan.